# Gastronomía de Grecia

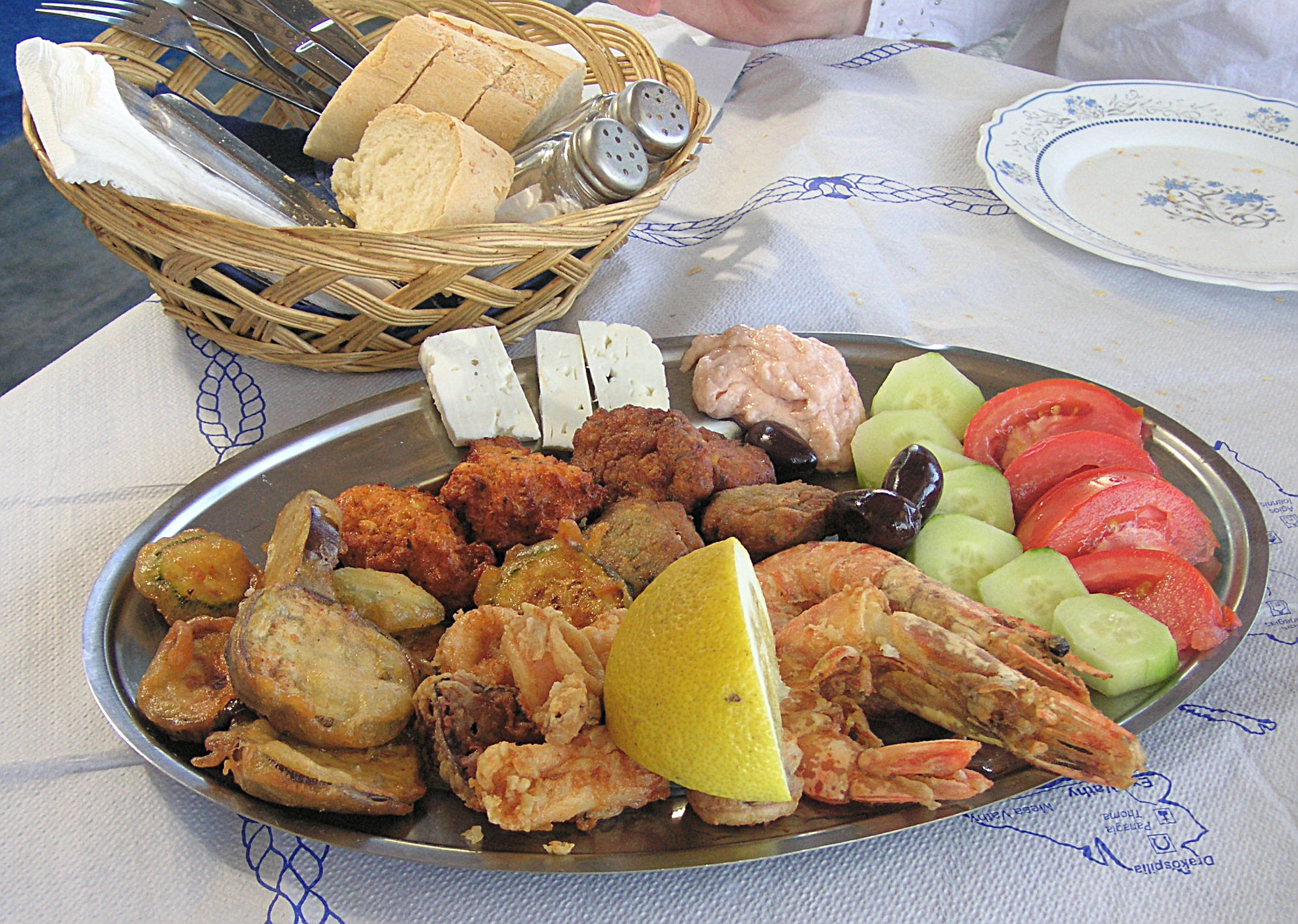
Pikilia.

La gastronomía de Grecia  son la cocina y las artes culinarias practicadas por los habitantes de Grecia. Dada la geografía y la historia de Grecia, el estilo de cocina es típicamente mediterráneo, con técnicas e ingredientes compartidos con Italia, la cocina de Oriente Medio y las gastronomías procedentes de los Balcanes. Los orígenes de los preparados hoy en día difieren lógicamente de la alimentación en la Grecia Antigua.
La cocina de la Grecia continental, en particular del norte del país como en Macedonia, es muy distinta a la gastronomía de las islas.

## Ingredientes principales

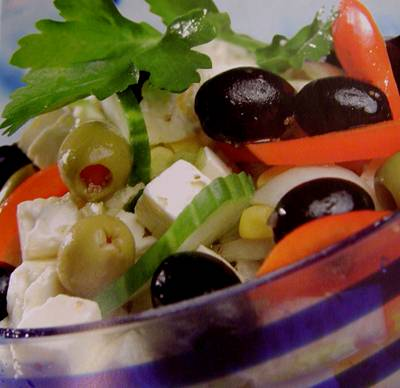
Ensalada griega - χωριάτικη σαλάτα, quizás el plato más famoso.

Al igual que en el resto de la cuenca mediterránea, el ingrediente más antiguo y característico de la cocina griega es el aceite de oliva, que está presente en casi todos los platos. Es producido por los árboles predominantes en la región, y es lo que le da el gusto distintivo a la comida griega. El principal grano es el trigo, con el que se hace la harina, pero también se cultiva la cebada. Los vegetales más importantes son el tomate, las berenjenas, las patatas, los pimientos, 
las okras y las cebollas, los pepinos y las setas, también se usa mucho el grano de sésamo. Por ejemplo, para espolvorear las rosquillas griegas.
El terreno del país es muy favorable al cuidado de las ovejas y esto hace que haya una abundancia de platos a base de cordero. Son frecuentes en todo el país los ragús de cordero y hortalizas. Los platos de pescado son comunes especialmente en las zonas costeras y en las islas. 
También son usados en Grecia una gran variedad de quesos, incluyendo el feta, kefalotyri, kasseri, y mizithra. Quesos griegos protegidos mediante el sistema de denominación de origen son los siguientes:
| - Anevato - Batzos - Feta - Formaella Arachovas Parnassou - Galotyri - Graviera Agrafon - Graviera Kritis | - Graviera Naxou - Kalathaki Limnou - Kasseri - Katiki Domokou - Kefalograviera - Kopanisti - Ladotyri Mytilinis | - Manouri - Metsovone - Pichtogalo Chanion - San Michali - Sfela - Xynomyzithra Kritis |

### Aperitivos y acompañamientos

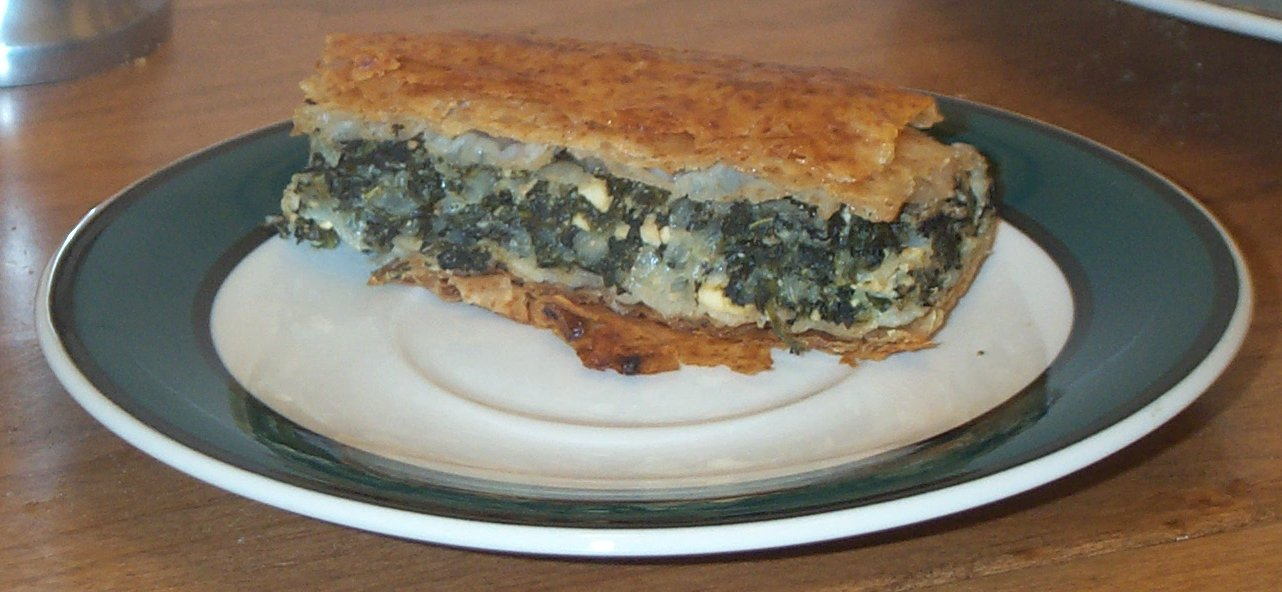
Una porción de spanokopita.

### Sopas

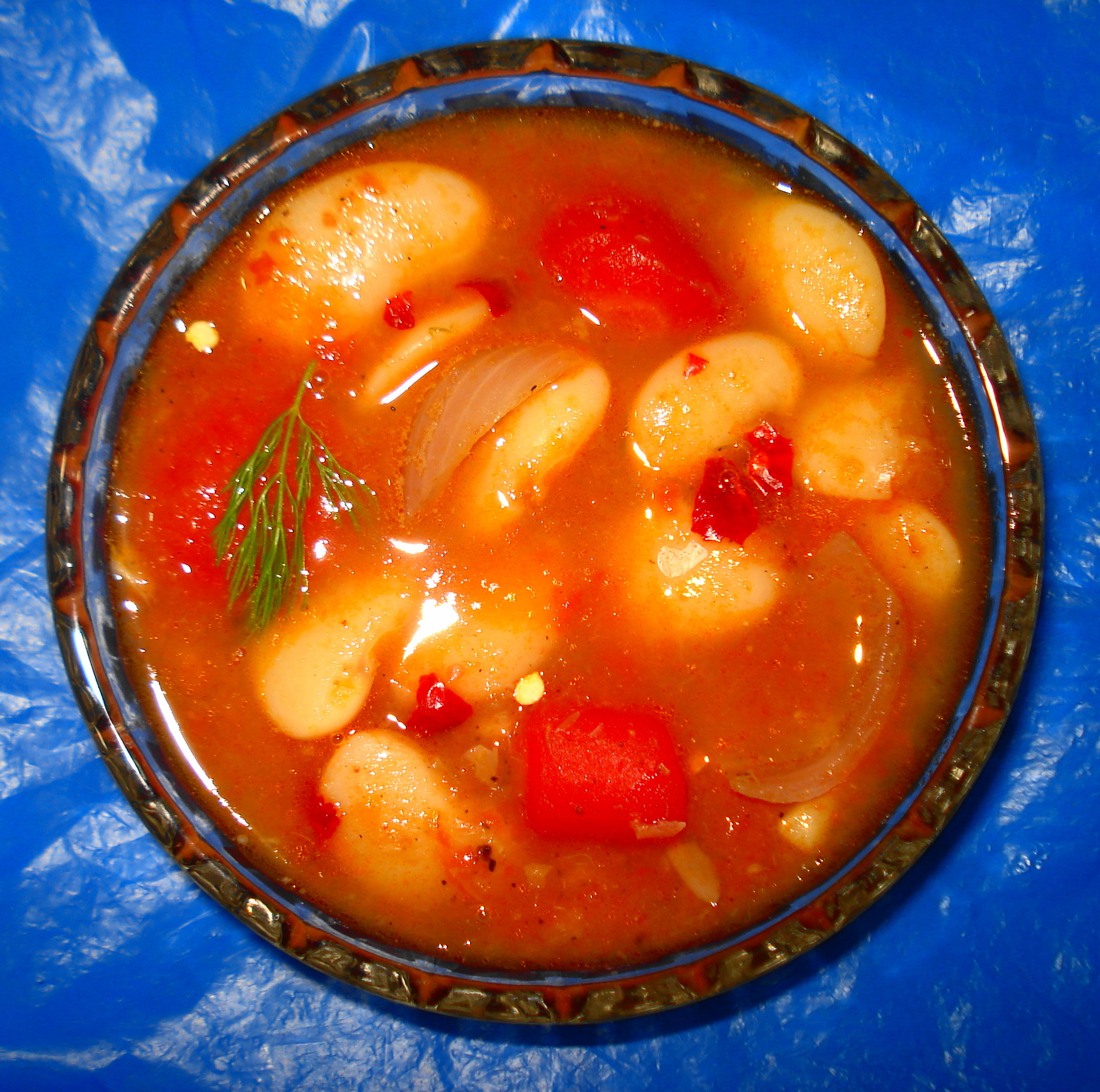
Fasolada.

### Carnes

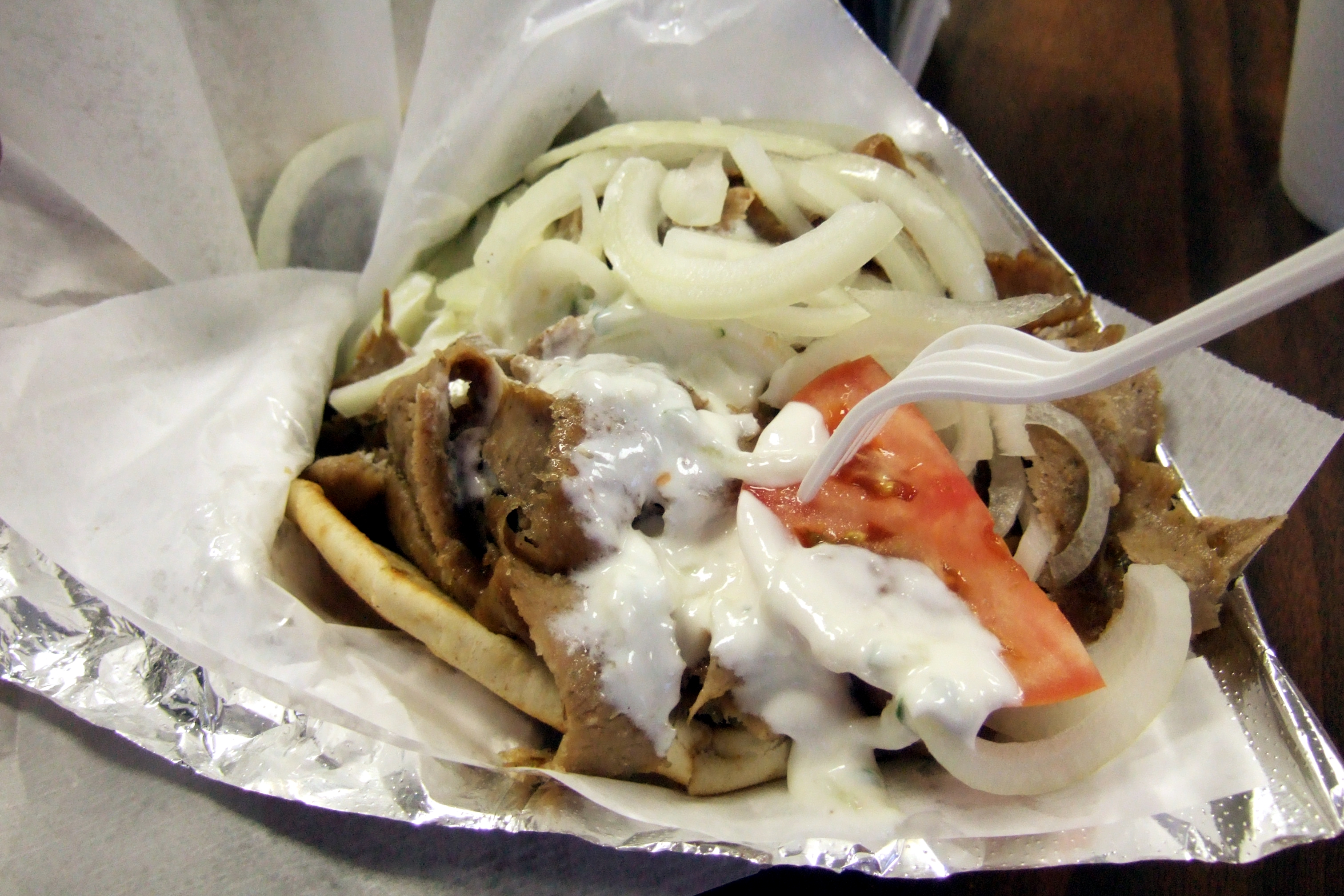
Pita con Gyros.

### Platos famosos

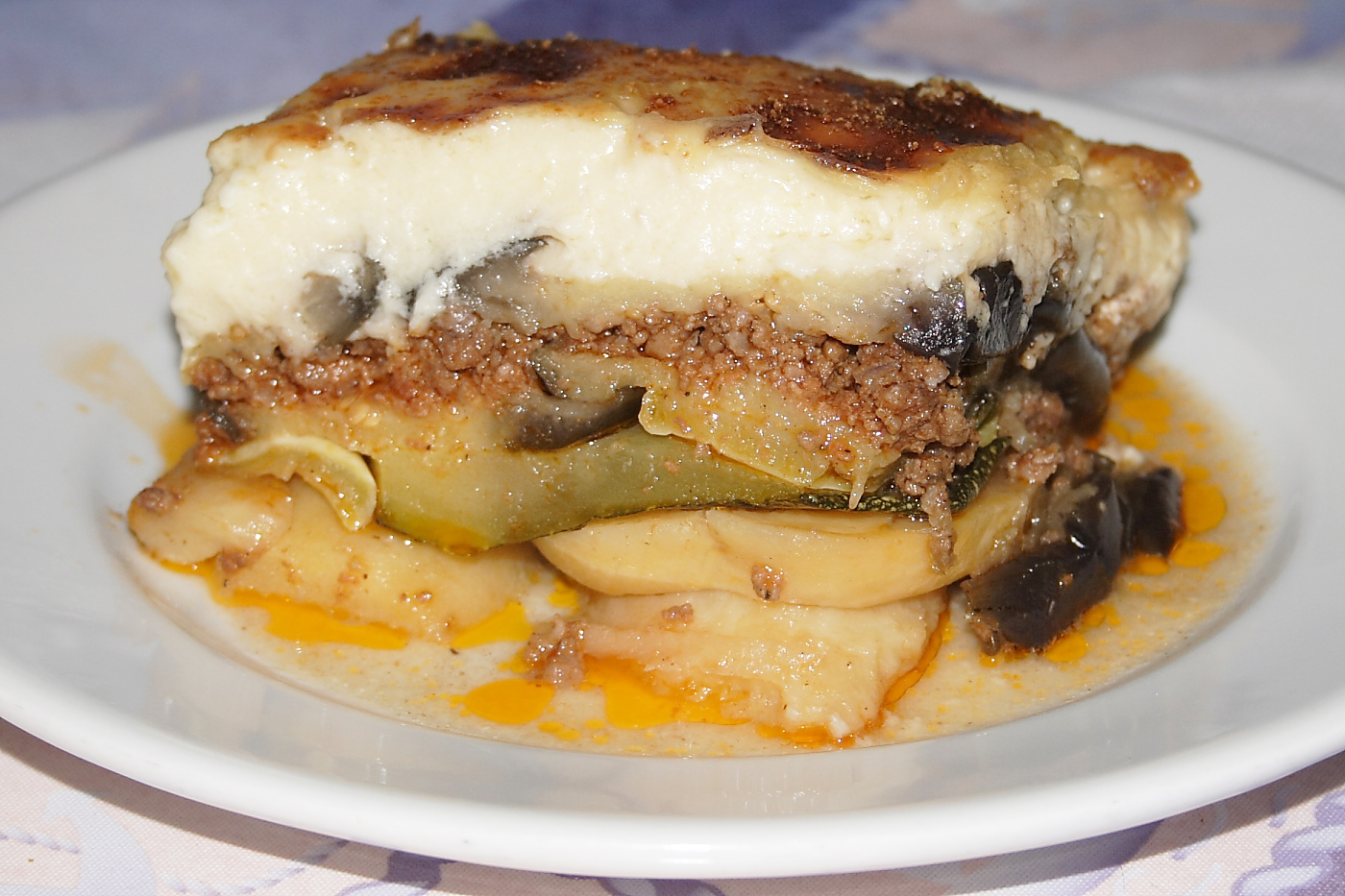
Musaca con patatas.